# Slowakische Badminton-Mannschaftsmeisterschaft 2012
Die Slowakische Badminton-Mannschaftsmeisterschaft 2012 war die 19. Auflage der Teamtitelkämpfe in der Slowakei. Meister wurde Betpres Košice.

## Endstand
| Platz | Team                 | G U V | Spielpunkte | Punkte |
| ----- | -------------------- | ----- | ----------- | ------ |
| 1.    | Betpres Košice       | 9 1 0 | 66:14       | 19     |
| 2.    | Spoje Bratislava     | 7 2 1 | 55:25       | 16     |
| 3.    | M-Šport Trenčín      | 5 2 3 | 42:38       | 12     |
| 4.    | BC Prešov            | 2 2 6 | 30:50       | 6      |
|       |                      |       |             |        |
| 5.    | TJ Lokomotíva Košice | 3 4 3 | 40:40       | 10     |
| 6.    | BK MI Trenčín        | 3 2 5 | 31:49       | 8      |
| 7.    | CEVA Trenčín         | 2 3 5 | 35:45       | 7      |
| 8.    | PBA Prešov           | 0 2 8 | 21:59       | 2      |